# Парк Забиль
Парк Забиль (араб. حديقة زعبيل‎) — городской общественный парк, расположенный в районе Забиль, Дубай, Объединённые Арабские Эмираты. Он ограничен дорогой Шейха Рашида на севере, дорогой Шейха Халифы бен Зайда на северо-западе, в то время как шоссе шейха Зайда проходит через юг. Парк разделен на множество секторов, соединенных пешеходными мостами, и имеет множество въездных ворот.
Парк расположен между Аль-Карамой и Всемирным торговым центром Дубая, и занимает большую часть района Аль-Кифаф. До парка можно добраться от Красной линии Дубайского метрополитена через близлежащую станцию Max. 
Парк был открыт в 28 декабря 2005 года на церемонии инаугурации шейха Хамдана бен Рашида Аль Мактума. Площадь парка — 47,5 га (475 000,000 м2).

## Мероприятия
Вход в парк стоит 5 дирхам ОАЭ с человека. Парк является одним из самых больших и посещаемых в городе, а также популярным местом для занятий спортом и живой музыки. Парк имеет дорожку для бега, протяжённостью 2,5 км по периметру парка, пешеходные дорожки, трасса BMX, скейт-парк, места для барбекю и пикников, озеро для катания на лодках, рестораны на берегу озера, каток, поле для мини-крикета и площадка для гольфа и детские игровые площадки. Здесь также есть выставочная галерея, молитвенные комнаты, фитнес-центр и различные памятники. Тематика парка основана на технологиях: три зоны (Зона альтернативной энергетики, Зона коммуникаций и Техно-зона) содержат образовательные и интерактивные экспозиции. Здесь также есть 3D-кинотеатр для проведения образовательных мероприятий.
В парке насчитывается более 3000 пальм, а также 7000 других деревьев различных 14 видов. Посетители имеют доступ к интернету через Wi-Fi. 
В 2018 году в парке открыли Дубайскую рамку, высотой в 150 м. Посетители рамки могут посмотреть на два района Дубая: современный и старинный.